# Amour d'Aquitaine
Saint Amour d'Aquitaine mais aussi connu par Amor d'Aquitaine (IXe siècle) était un diacre ou un prêtre d'Aquitaine qui vivait comme moine ou ermite dans les environs de Maastricht. Il est considéré comme le fondateur de l'abbaye de Munsterbilzen. Il est célébré le 8 octobre.

## Histoire et légende
D'après la Vita Sancti Amoris, rédigée par un certain Egbertus, Amour serait issu d'une famille noble aquitaine et serait même le fils du duc d'Aquitaine. Selon la légende, il fut chargé à Rome sur la tombe de Pierre de s'installer à Munsterbilzen (près de Maastricht dans le Limbourg belge). Il aurait vécu dans un ermitage à proximité de l'église de Saint-Servais à Maastricht. Selon la tradition, il fut le fondateur du monastère de Munsterbilzen (selon une autre tradition, il s'agissait de la sainte Landrade). Il mourut à Maastricht lors de son dernier pèlerinage sur la tombe de saint Servais. Il a été enterré dans une chapelle construite sur l'actuelle Sint Amorsplein, probablement à l'emplacement de l'ermitage. En 850, sa dépouille fut transférée à l'église abbatiale de Munsterbilzen. La chapelle de Maastricht (nl) a été démolie dans la seconde moitié du XVIIe siècle. Les reliques du saint ont été transférées en 1651 dans une boîte reliquaire en ivoire dans la basilique Saint-Servais.

## Héritage
- Sint Amorsplein au centre de Maastricht porte le nom du saint. Il ne reste rien de la chapelle Saint-Amour, mais depuis 1951 une statue conçue par Charles Vos trône sur la place : Saint Amour, debout sur une colonne, vêtu d'un long habit à capuchon, tenant à deux mains un bâton de pèlerin et portant un sac de voyage sur son épaule droite. La base de la colonne porte un chronogramme inscrit sur ardoise au recto : sanCtVs aMor DIaConVs traleCtensIbus CIVIbVs Interpres Vere VetVsUs (« Le Saint Diacre Amor est un intercesseur pour les citoyens de Maastricht depuis des temps immémoriaux »)[1].
- Dans le Trésor de la Basilique Saint-Servais, est conservée une boîte reliquaire en ivoire depuis environ 1200 avec une serrure à combinaison arabe, dans laquelle étaient conservées les reliques du saint de la Chapelle Saint-Amor du XVIIe siècle. Le Trésor de la Basilique Notre-Dame possède également une relique du saint. Le reliquaire original a été perdu à l'époque française; l'actuel date de 1934.
- Les célèbres Psaumes de Wachtendonck, l'une des plus anciennes œuvres de la littérature germano-néerlandaise, ont peut-être appartenu à Amour d'Aquitaine[2].
- L'église abbatiale de Munsterbilzen était dédiée à Saint Amour. Le clocher de l'église est encore debout et des parties de l'inventaire ont été conservées, mais rien de l'époque d'Amour.
- La chapelle de Saint-Amour est une chapelle du XXe siècle située dans les bois au nord-est de Bilzen. La chapelle ressemble à un château et a été construite à partir de matériaux de démolition provenant de bâtiments de la région, qui ont été détruits pendant la Seconde Guerre mondiale. Jusqu'à récemment, il y avait une statue du saint à l'intérieur, qui a été détruite par des vandales[3].
- Dans la chapelle Brigitte de l'église Saint-Jean le Baptiste (nl) à Wellen, Saint Amour est représenté avec Sainte Brigitte de Suède sur un antependium de 1522[4].
- Saint Amour est représenté sur les armoiries municipales d'As.
- Amour est également le saint patron de l'église paroissiale de Kortenaken.

## Sources
- Diriken, P., Religieus erfgoed in Haspengouw, Kortessem, 2013
- Gysseling, M., Corpus van Middelnederlandse teksten, tome I, série II, partie I, p.45
- Ubachs, Pierre J.H., et Ingrid M.H. Evers (2005): Historische Encyclopedie Maastricht, Walburg Pers, Zutphen / RHCL, Maastricht.  (ISBN 90-5730-399-X)
- Wijnen, M., De Wachtendonckse psalmen: een ooggetuigenverslag uit 1443/1444 (lire en ligne au format PDF)
- Wijnen, M., Het reliekkastje van de H. Amor (lire en ligne au format PDF)
- Bibliothèque numérique jagellonne, Pologne (lire en ligne), un manuscrit du XIIe siècle comprenant des images de saint-Amour et de saint-Servais.